# Scytodes balbina
Espèce
Scytodes balbina est une espèce d'araignées aranéomorphes de la famille des Scytodidae.

## Distribution
Cette espèce est endémique d'Amazonas au Brésil,. Elle se rencontre vers Presidente Figueiredo et Manaus.

## Description
Le mâle holotype mesure 3,13 mm et la femelle paratype 4,25 mm.

## Étymologie
Son nom d'espèce lui a été donné en référence au lieu de sa découverte, Balbina.

## Publication originale
- Rheims & Brescovit, 2000 : Six new species of Scytodes Latreille, 1804 (Araneae, Scytodidae) from Brazil. Zoosystema, vol. 22, no 4, p. 719-730 (texte intégral).